# Liste der Gebietsänderungen im Bezirk Frankfurt (Oder)

Bezirk Frankfurt (Oder) in der DDR

Die Liste der Gebietsänderungen im Bezirk Frankfurt (Oder) enthält wichtige Änderungen der Gemeindegebiete des Bezirks Frankfurt (Oder) der DDR in der Zeit vom 25. Juli 1952 bis zum 2. Oktober 1990. Dazu zählen unter anderem Zusammenschlüsse und Trennungen von Gemeinden, Eingliederungen von Gemeinden in eine andere, Änderungen des Gemeindenamens und größere Umgliederungen von Teilen einer Gemeinde in eine andere.

## Legende
- Datum: juristisches Wirkungsdatum der Gebietsänderung
- Gemeinde vor der Änderung: Gemeinde vor der Gebietsänderung
- Maßnahme: Art der Änderung
- Gemeinde nach der Änderung: Gemeinde nach der Gebietsänderung
- Landkreis: Landkreis der Gemeinde nach der Gebietsänderung
- OT: Ortsteil

Die Sortierung erfolgt chronologisch: Datum, Stadtkreis, Landkreis, aufnehmende oder neu gebildete Gemeinde. Heute noch bestehende Gemeinden sind farbig unterlegt. Die Gemeinden, die in den Bezirk Frankfurt (Oder) wechselten, sind grün, diejenigen, die ihn verließen, rot unterlegt.

## Liste
| Datum      | Gemeinde vor der Änderung | Maßnahme | Gemeinde nach der Änderung | Kreis |
| ---------- | --- | --- | --- | --- |
| 25.07.1952 | Errichtung des Bezirks Frankfurt (Oder) 9 Landkreise, 1 Stadtkreis                                                             | Errichtung des Bezirks Frankfurt (Oder) 9 Landkreise, 1 Stadtkreis                                                             | Errichtung des Bezirks Frankfurt (Oder) 9 Landkreise, 1 Stadtkreis                                                             | Errichtung des Bezirks Frankfurt (Oder) 9 Landkreise, 1 Stadtkreis                                                             |
| 04.12.1952 | Leeskow, Kreis Guben, Bezirk Cottbus                                                                                           | Umgliederung | Leeskow | Beeskow |
| 04.12.1952 | Schluft, Kreis Gransee, Bezirk Potsdam                                                                                         | Umgliederung | Schluft | Bernau |
| 04.12.1952 | Alt-Schadow, Kreis Beeskow | Umgliederung | Alt-Schadow | Lübben, Bezirk Cottbus |
| 04.12.1952 | Neuendorf am See, Kreis Beeskow                                                                                                | Umgliederung | Neuendorf am See | Lübben, Bezirk Cottbus |
| 04.12.1952 | Zaue, Kreis Beeskow | Umgliederung | Zaue | Lübben, Bezirk Cottbus |
| 04.12.1952 | Polßen, Kreis Angermünde | Umgliederung | Polßen | Prenzlau, Bezirk Neubrandenburg                                                                                                |
| 01.02.1953 | Ausgliederung der Stadt Stalinstadt aus dem Kreis Fürstenberg 9 Landkreise, 1 Stadtkreis → 9 Landkreise, 2 Stadtkreise         | Ausgliederung der Stadt Stalinstadt aus dem Kreis Fürstenberg 9 Landkreise, 1 Stadtkreis → 9 Landkreise, 2 Stadtkreise         | Ausgliederung der Stadt Stalinstadt aus dem Kreis Fürstenberg 9 Landkreise, 1 Stadtkreis → 9 Landkreise, 2 Stadtkreise         | Ausgliederung der Stadt Stalinstadt aus dem Kreis Fürstenberg 9 Landkreise, 1 Stadtkreis → 9 Landkreise, 2 Stadtkreise         |
| 01.02.1953 | Fürstenberg (Oder), OT Stalinstadt                                                                                             | Neubildung | Stalinstadt | Stadtkreis Stalinstadt |
| 01.01.1956 | Polßen, Kreis Prenzlau, Bezirk Neubrandenburg                                                                                  | Umgliederung | Polßen | Angermünde |
| 01.01.1956 | Märkisch Rietz | Namensänderung | Wendisch Rietz | Beeskow |
| 01.01.1957 | Heinrichshof | Eingliederung | Hohenselchow | Angermünde |
| 01.01.1957 | Neuhaus | Eingliederung | Steinhöfel | Angermünde |
| 01.01.1957 | Altlewin | Eingliederung | Alttrebbin | Bad Freienwalde |
| 01.01.1957 | Altwriezen Beauregard | Zusammenschluss | Altwriezen/Beauregard | Bad Freienwalde |
| 01.01.1957 | Sonnenburg | Eingliederung | Bad Freienwalde | Bad Freienwalde |
| 01.01.1957 | Heinrichsdorf | Eingliederung | Kerstenbruch | Bad Freienwalde |
| 01.01.1957 | Altwustrow Neuwustrow | Zusammenschluss | Wustrow | Bad Freienwalde |
| 01.01.1957 | Fürstenberg (Oder), OT Vogelsang                                                                                               | Neubildung | Vogelsang | Fürstenberg |
| 01.01.1957 | Alt- und Neu-Bleyen | Namensänderung | Bleyen | Seelow |
| 01.01.1957 | Neu Rosenthal | Eingliederung | Kiehnwerder | Seelow |
| 01.01.1957 | Posedin | Eingliederung | Klein Neuendorf | Seelow |
| 01.04.1959 | Glambeck Parlow | Zusammenschluss | Parlow-Glambeck | Eberswalde |
| 01.04.1959 | Hasenholz | Eingliederung | Buckow | Strausberg |
| 19.01.1961 | Altwriezen, OT Heinrichsdorf                                                                                                   | Neubildung | Heinrichsdorf | Bad Freienwalde |
| 17.09.1961 | Ausgliederung der Stadt Schwedt/Oder aus dem Kreis Angermünde 9 Landkreise, 2 Stadtkreise → 9 Landkreise, 3 Stadtkreise        | Ausgliederung der Stadt Schwedt/Oder aus dem Kreis Angermünde 9 Landkreise, 2 Stadtkreise → 9 Landkreise, 3 Stadtkreise        | Ausgliederung der Stadt Schwedt/Oder aus dem Kreis Angermünde 9 Landkreise, 2 Stadtkreise → 9 Landkreise, 3 Stadtkreise        | Ausgliederung der Stadt Schwedt/Oder aus dem Kreis Angermünde 9 Landkreise, 2 Stadtkreise → 9 Landkreise, 3 Stadtkreise        |
| 17.09.1961 | Schönholz | Eingliederung | Melchow | Eberswalde |
| 17.09.1961 | Neuendorf | Eingliederung | Oderberg | Eberswalde |
| 17.09.1961 | Lebbin | Eingliederung | Markgrafpieske | Fürstenwalde |
| 17.09.1961 | Kirchhofen | Eingliederung | Spreenhagen | Fürstenwalde |
| 17.09.1961 | Pritzhagen | Eingliederung | Bollersdorf | Strausberg |
| 01.10.1961 | Gersdorf Kruge | Zusammenschluss | Kruge/Gersdorf | Bad Freienwalde |
| 01.10.1961 | Wollenberg Wölsickendorf | Zusammenschluss | Wölsickendorf/Wollenberg | Bad Freienwalde |
| 13.11.1961 | Namensänderung der Stadt Stalinstadt in Eisenhüttenstadt Namensänderung des Kreises Fürstenberg in Kreis Eisenhüttenstadt-Land | Namensänderung der Stadt Stalinstadt in Eisenhüttenstadt Namensänderung des Kreises Fürstenberg in Kreis Eisenhüttenstadt-Land | Namensänderung der Stadt Stalinstadt in Eisenhüttenstadt Namensänderung des Kreises Fürstenberg in Kreis Eisenhüttenstadt-Land | Namensänderung der Stadt Stalinstadt in Eisenhüttenstadt Namensänderung des Kreises Fürstenberg in Kreis Eisenhüttenstadt-Land |
| 13.11.1961 | Fürstenberg (Oder) | Eingliederung | Eisenhüttenstadt | – |
| 01.01.1962 | Diensdorf Radlow | Zusammenschluss | Diensdorf-Radlow | Beeskow |
| 01.01.1962 | Wulfersdorf | Eingliederung | Giesensdorf | Beeskow |
| 01.01.1962 | Kaisermühl | Eingliederung | Müllrose | Eisenhüttenstadt-Land |
| 01.01.1962 | Gieshof-Mehrin-Graben Zelliner Loose                                                                                           | Zusammenschluss | Gieshof-Zelliner Loose | Seelow |
| 01.01.1962 | Neu Tucheband | Eingliederung | Alt Tucheband | Seelow |
| 01.01.1962 | Langsow | Eingliederung | Werbig | Seelow |
| 01.01.1962 | Alt Rosenthal | Eingliederung | Worin | Seelow |
| 01.07.1964 | Neuentempel | Eingliederung | Diedersdorf | Seelow |
| 01.01.1967 | Harnekop Sternebeck | Zusammenschluss | Sternebeck/Harnekop | Bad Freienwalde |
| 01.01.1967 | Münchehofe | Eingliederung | Obersdorf | Strausberg |
| 22.03.1970 | Damitzow | Eingliederung | Tantow | Angermünde |
| 22.03.1970 | Eberswalde Finow | Zusammenschluss | Eberswalde-Finow | Eberswalde |
| 22.03.1970 | Hermersdorf Obersdorf | Zusammenschluss | Hermersdorf/Obersdorf | Strausberg |
| 01.04.1972 | Biegenbrück | Eingliederung | Müllrose | Eisenhüttenstadt-Land |
| 01.01.1973 | Hohenwalde Lossow | Eingliederung | Frankfurt (Oder) | – |
| 01.01.1973 | Schwenow | Eingliederung | Limsdorf | Beeskow |
| 01.01.1973 | Sabrodt Sawall | Eingliederung | Trebatsch | Beeskow |
| 01.01.1973 | Behrensdorf-Siedlung | Eingliederung | Wendisch Rietz | Beeskow |
| 01.06.1973 | Stützkow | Eingliederung | Schöneberg | Angermünde |
| 14.09.1973 | Schluft | Eingliederung | Groß Schönebeck | Bernau |
| 17.12.1973 | Luckow Petershagen | Zusammenschluss | Luckow-Petershagen | Angermünde |
| 01.01.1974 | Dobberzin | Eingliederung | Angermünde | Angermünde |
| 01.01.1974 | Hohenlandin Niederlandin | Zusammenschluss | Landin | Angermünde |
| 01.01.1974 | Wendemark | Eingliederung | Passow | Angermünde |
| 01.01.1974 | Booßen | Eingliederung | Frankfurt (Oder) | – |
| 01.01.1974 | Heinersdorf | Eingliederung | Schwedt/Oder | – |
| 01.01.1974 | Biesdorf Lüdersdorf | Zusammenschluss | Lüdersdorf/Biesdorf | Bad Freienwalde |
| 01.01.1974 | Neuranft | Eingliederung | Neuküstrinchen | Bad Freienwalde |
| 01.01.1974 | Karlshof | Eingliederung | Neulietzegöricke | Bad Freienwalde |
| 01.01.1974 | Behrensdorf | Eingliederung | Ahrensdorf | Beeskow |
| 01.01.1974 | Radinkendorf | Eingliederung | Beeskow | Beeskow |
| 01.01.1974 | Klein Schauen | Eingliederung | Görsdorf b. Storkow | Beeskow |
| 01.01.1974 | Ölsen | Eingliederung | Groß-Briesen | Beeskow |
| 01.01.1974 | Klandorf | Eingliederung | Groß Schönebeck | Bernau |
| 16.01.1974 | Gölsdorf | Eingliederung | Schönfelde | Fürstenwalde |
| 01.02.1974 | Klein-Briesen | Eingliederung | Groß-Briesen | Beeskow |
| 01.02.1974 | Wüste Kunersdorf | Eingliederung | Lebus | Seelow |
| 01.02.1974 | Solikante Wilhelmsaue | Eingliederung | Letschin | Seelow |
| 01.02.1974 | Neu Manschnow | Eingliederung | Manschnow | Seelow |
| 01.03.1974 | Kunersdorf Metzdorf | Zusammenschluss | Kunersdorf/Metzdorf | Bad Freienwalde |
| 01.03.1974 | Altmädewitz Neumädewitz | Zusammenschluss | Mädewitz | Bad Freienwalde |
| 01.04.1974 | Berkholz Meyenburg | Zusammenschluss | Berkholz-Meyenburg | Angermünde |
| 19.05.1974 | Weißenspring | Eingliederung | Groß Lindow | Eisenhüttenstadt-Land |
| 19.05.1974 | Klobbicke Tuchen | Zusammenschluss | Tuchen-Klobbicke | Eberswalde |
| 19.05.1974 | Dubrow | Eingliederung | Müllrose | Eisenhüttenstadt-Land |